# Portiolo
Portiolo è una frazione del comune di San Benedetto Po, in provincia di Mantova.

## Monumenti e luoghi d'interesse
- Chiesa parrocchiale del XVII secolo.
- Palazzo Gonzaga di Vescovato, del XV secolo.[1]